# Tiradentes (Minas Gerais)
Tiradentes é um município brasileiro no interior do estado de Minas Gerais, Região Sudeste do país. Localiza-se na região central mineira e ocupa uma área de cerca de 80 km², sendo que 5 km² estão em perímetro urbano. Sua população foi estimada em 7 744 habitantes em 2022.
Anteriormente denominada São José del Rei, foi uma das mais importantes vilas mineiras do Brasil Colônia, sendo um dos polos da produção aurífera. O seu atual nome é uma homenagem a Tiradentes. Sendo um dos primeiros atos da proclamação da República.

## História

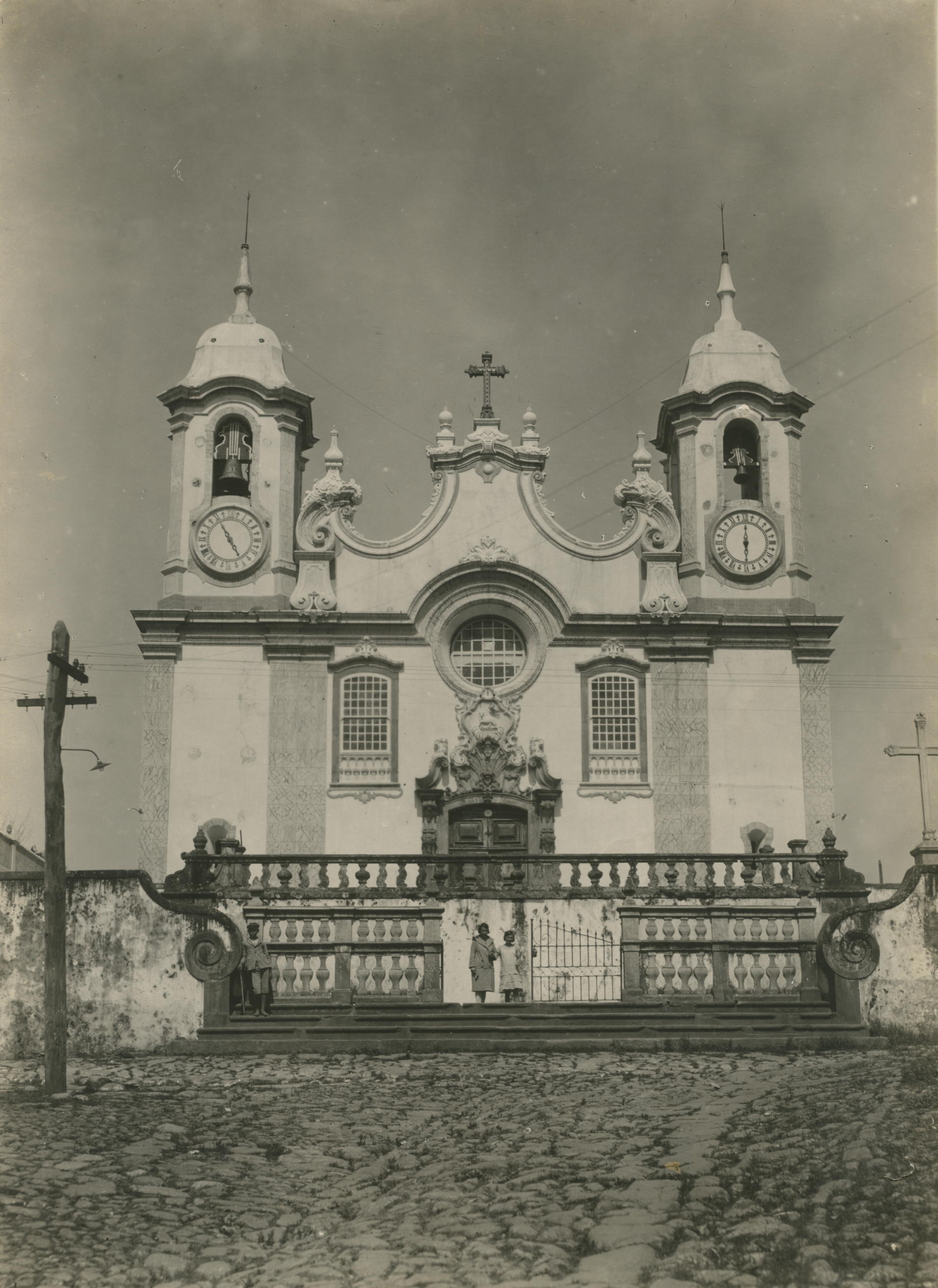
Tiradentes, anos 1950. Arquivo Nacional.

Suas antigas denominações foram "Arraial Velho de Santo Antônio", e "Vila de São José do Rio das Mortes" e cidade de São José del-Rei. O nome São José resulta de homenagens ao então príncipe de Portugal, D. José I.

### Criação da vila
A vila de São José resultou do desmembramento da vila de São João del-Rei em 1718. As lavras de São José del-Rei foram descobertas por João de Siqueira Afonso, em 1702, nos primórdios do século XVIII. Alvará de 12 de janeiro de 1718 criou a Vila de São José do Rio das Mortes, instalado a 28 do mesmo mês e ano, mais tarde trocado para São José del-Rei. A criação do distrito sede data de 16 de fevereiro de 1724.

### Alteração de nome
Ao ser proclamada a República, o governo republicano precisava de um herói que, segundo os novos governantes, representava esses ideais. A escolha caiu sobre o alferes Joaquim José da Silva Xavier (Tiradentes), que, além de tudo, combateu um governo monárquico. Dessa feita, foi mudado o nome da cidade para Tiradentes, por meio do Decreto estadual n.° 3, de 6 de dezembro de 1889.

### Atualidade
Em 1924, os modernistas paulistas organizaram a caravana em Minas, que buscava pesquisar a identidade nacional e investigar o barroco como o primeiro movimento artistico brasileiro. Mario de Andrade, Oswald de Andrade, Godofredo da Silva Telles, René Thiollier, Tarsila do Amaral, Olívia Guedes Penteado e Blaise Cendrars passaram em São João del Rei, Tiradentes e depois seguiram para Ouro Preto.
Em 1938 o seu conjunto arquitetônico e urbanístico foi tombado pelo IPHAN, como patrimônio nacional, por representar "um dos mais importantes episódios de interiorização e consolidação da colonização do território brasileiro". A cidade tornou-se, nas rotas turísticas, um dos centros históricos da arte barroca.

## Geografia
Localiza-se a uma latitude 21º06'37" sul e a uma longitude 44º10'41" oeste, estando a uma altitude de 927 metros. Possui uma área de 83,047 km². Conforme a classificação geográfica mais moderna (2017) do IBGE, Tiradentes é um município da Região Geográfica Imediata de São João del-Rei, na Região Geográfica Intermediária de Barbacena.

### Desmembramentos
O antigo distrito de Prados, juntamente com outros territórios desmembrados do município de Barbacena, é elevado à categoria de município com a denominação de Prados, pelo decreto nº 47, de 12- 04-1890. Deixando de fazer parte de Tiradentes.
Em 1911, o antigo Distrito da Lage foi emancipado, vindo a se separar oficialmente de Tiradentes no ano seguinte e a se chamar Resende Costa.
Em 17 de dezembro de 1938, pelo decreto-lei estadual nº 148, Tiradentes perdeu o distrito de Barroso, transferido para o recém-criado Dores de Campos, além de parte da área do seu distrito sede, para o município de Prados.
Em 21 de dezembro de 1995, pela lei estadual nº 12.030, perdeu o antigo distrito de Santa Cruz de Minas,que adquiriu a emancipação política.
A Lei municipal nº 1.738, cria os distritos do Elvas e Caixa D'Água da Esperança. Sendo formado, portanto, por três distritos, contando o distrido-sede.

### Circunscrição eclesiástica
A paróquia Santo Antônio pertence à Diocese de São João del-Rei.

## Pontos turísticos

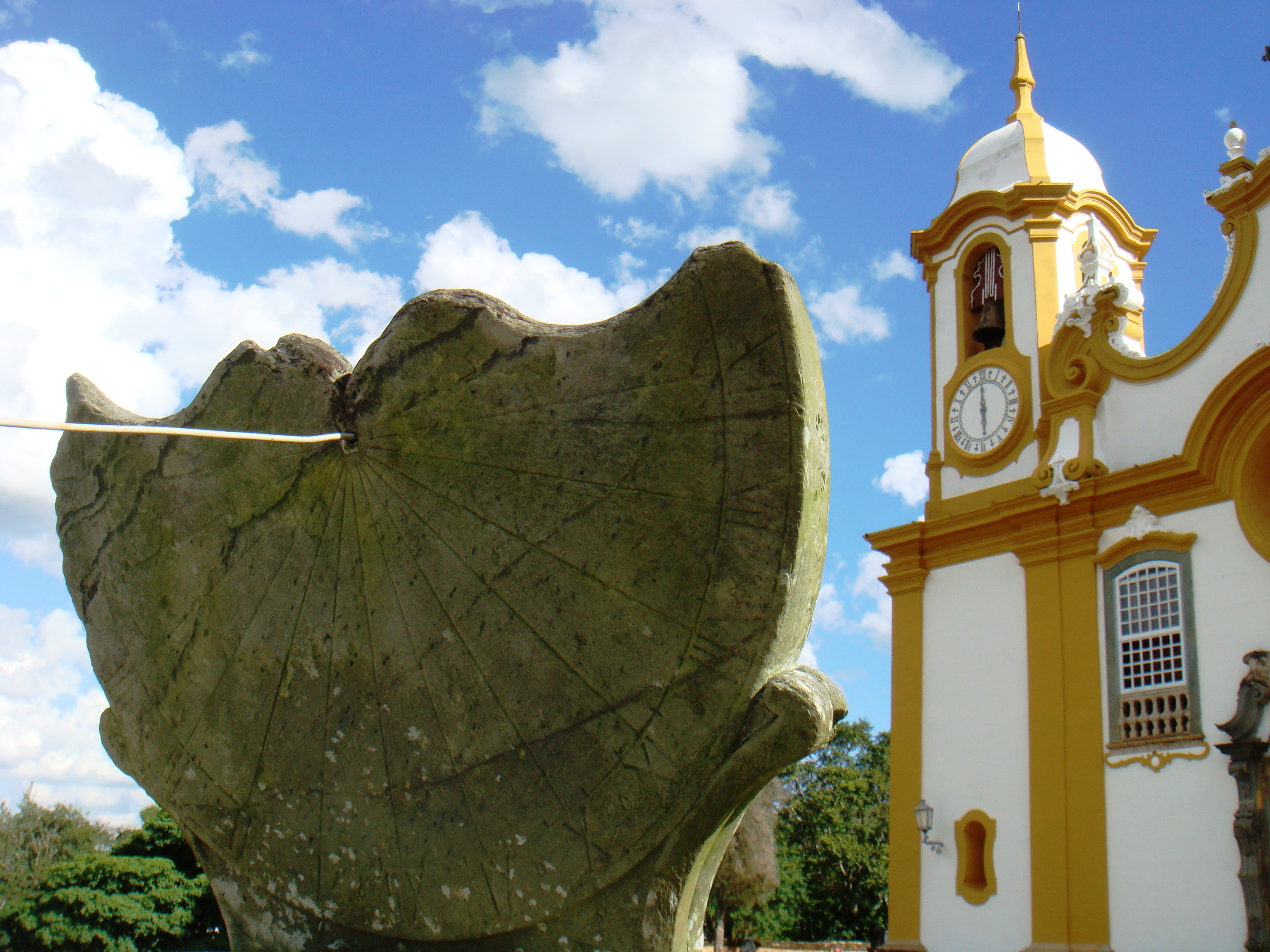
Relógio de sol.

### Igreja Matriz de Santo Antônio

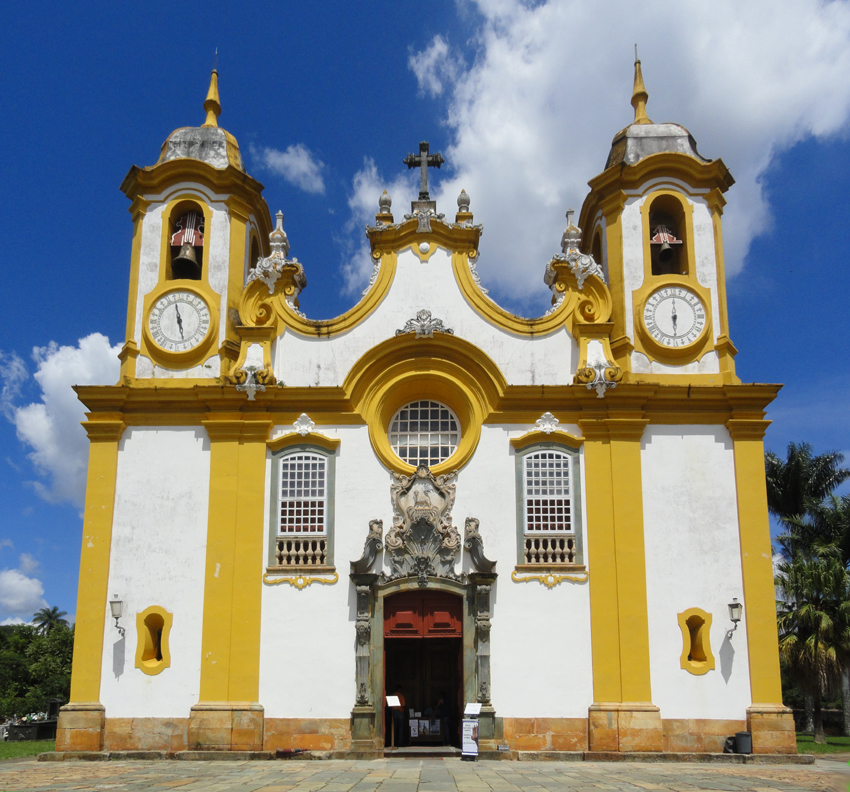
Matriz de Santo Antônio

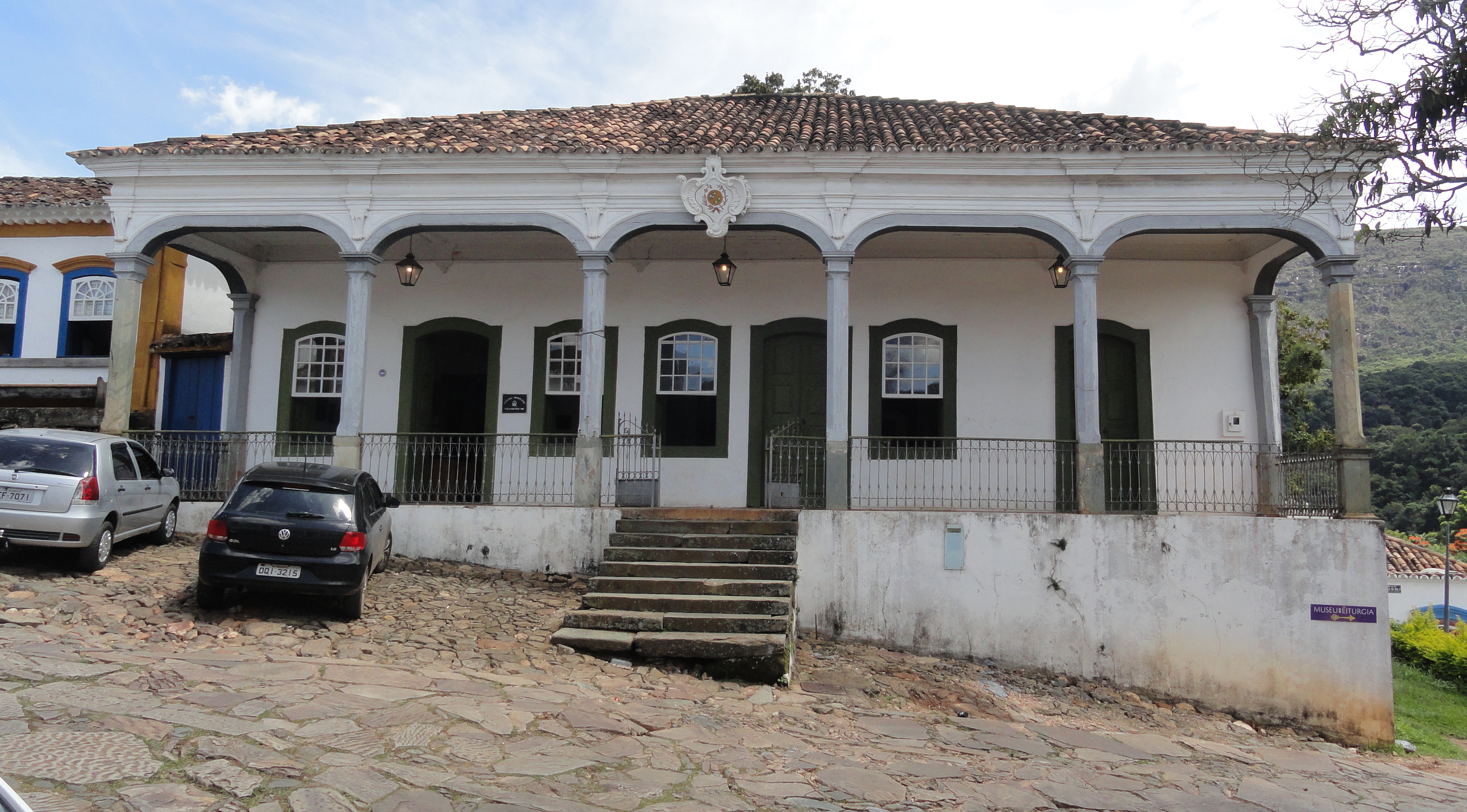
Câmara Municipal.

Tiradentes tem dentre suas igrejas a Matriz de Santo Antônio, construída em 1710 é a segunda igreja em ouro do Brasil, sendo a primeira em Salvador (BA), é uma das mais belas construções barrocas do país. No interior do templo há um órgão datado de 1788, considerado um dos quinze mais importantes do mundo.

### Câmara Municipal
Localizada próxima à Matriz, na ladeira que é caminho para esta, construída em meados do século XVIII, servia para abrigar a administração pública no período colonial e imperial. A Câmara Municipal de Tiradentes foi construída longe da cadeia pública, o que é incomum na maioria das cidades do século XVIII.

### Fundação Oscar Araripe
Realiza exposições de pintura temporárias e permanentes de seu acervo.

### Capela Nossa Senhora das Mercês
Capela rococó do final do século XVIII, com um único altar multicolorido, dois belos forros com pinturas em estilo rococó, cenas alusivas à Virgem Maria e imagem da padroeira. Pertencia à irmandade dos pretos crioulos, ou seja, os pretos nascidos no Brasil. Toda a pintura da capela foi executada por Manoel Victor de Jesus, pintor mulato, falecido em 1828, é datada do início do século XIX.

### Capela do Bom Jesus da Pobreza
Capela de dimensões modestas e decoração singela, mas notável pela sua estatuária e como exemplo da interpretação popular do estilo Barroco.

### Igreja de Nossa Senhora do Rosário dos Pretos
Capela construída em cantaria (pedra), em lugar da capela primitiva, tem três altares de talha de meados do século XVIII e os santos negros São Benedito, Santo Antônio de Cartagerona e Santo Elesbão.

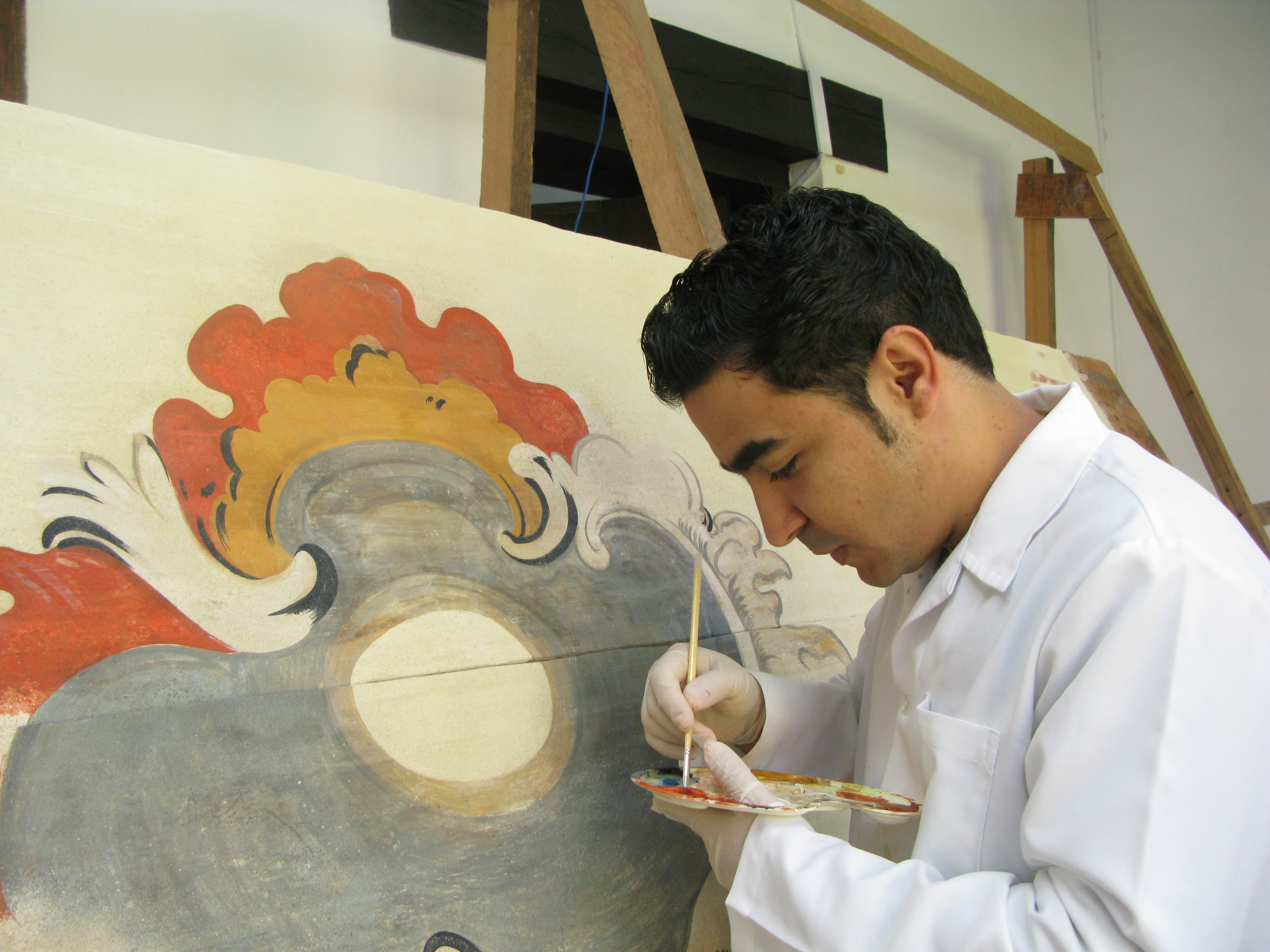
Restauração do Museu Casa Padre Toledo

### Museu Casa de Padre Toledo
É um museu da Fundação Rodrigo Mello Franco de Andrade, ligada à UFMG. O prédio é uma construção do final do século XVIII, com esquadrias em cantaria lavradas, sete forros pintados, destaca-se aquele que representa os cinco sentidos, com figuras da mitologia grega. Nesta casa morou Padre Toledo, um dos idealizadores da Inconfidência Mineira, tendo sido local de conspiração para a revolta de 1789.

### Santuário da Santíssima Trindade
Sua construção data de 18 de outubro de 1822. Nesta igreja ocorrem anualmente o Jubileu da Santíssima Trindade.

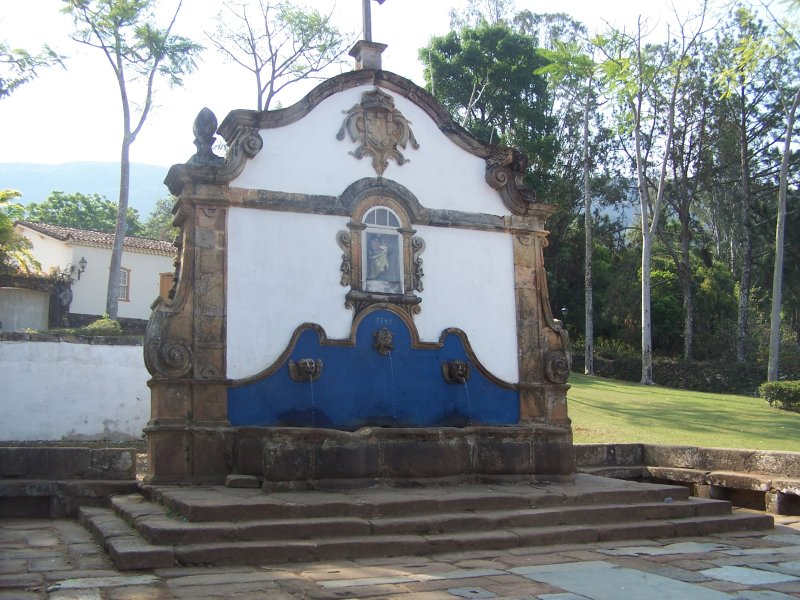
Chafariz São José, construído no Século XVIII.

### Chafariz São José

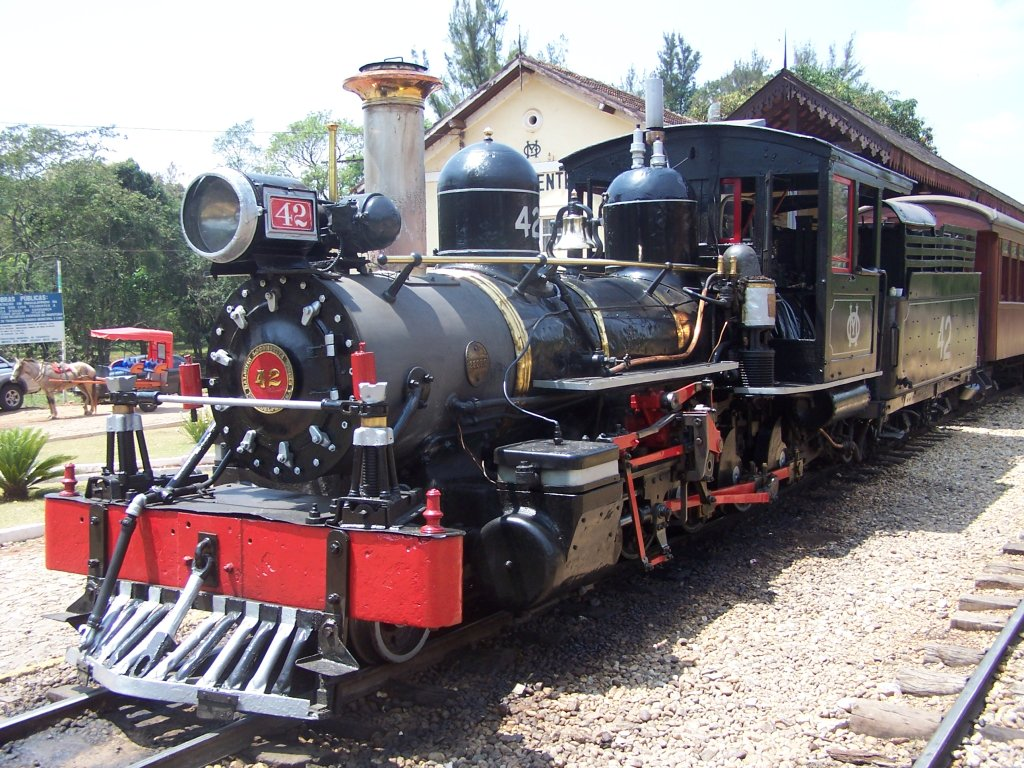
A popular "Maria-Fumaça". Locomotiva 42 na Estação de Tiradentes.

Na ladeira que leva à Igreja Matriz, localiza-se um chafariz, construído em 1749 para abastecer a então vila com água potável. Era também utilizado para lavagem de roupa e como um bebedouro de animais, sobretudo equinos. Conta com um aqueduto construído com trabalho escravizado da época, trazendo a água de uma nascente a 1 quilômetro de distância, o chafariz está em funcionamento até hoje.

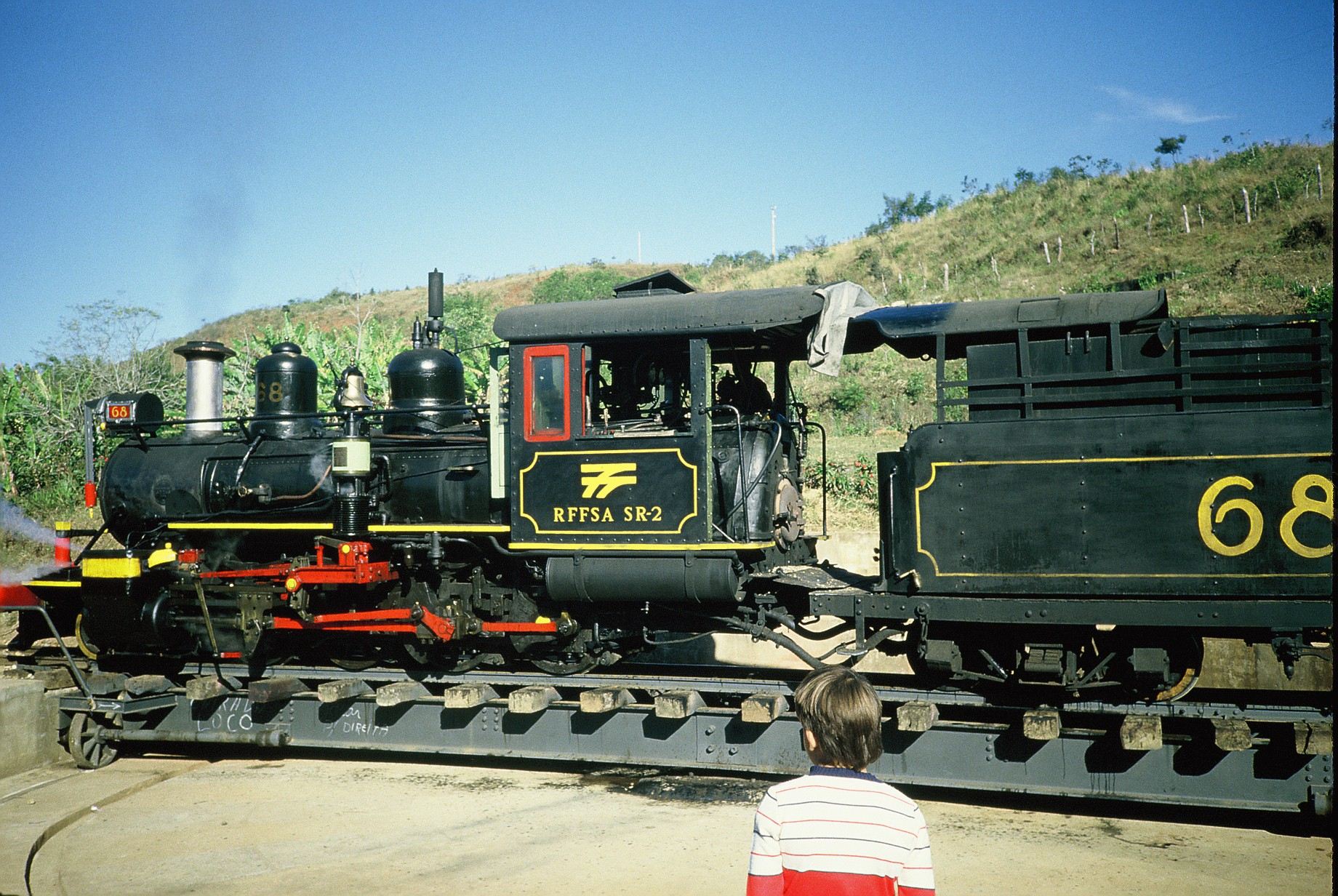
Locomotiva nº 68 na rotunda de Tiradentes.

### Estrada de Ferro Oeste de Minas
A Estrada de Ferro Oeste de Minas, que atualmente liga São João del-Rei a Tiradentes, foi inaugurada em 1881, com a presença do Imperador Dom Pedro II, funcionando ininterruptamente até hoje. A linha foi construída em bitola de 762mm. O trem é puxado por locomotivas a vapor popularmente conhecidas por "Maria Fumaça". Há exemplares de fins do século XIX, mas as locomotivas que circulam são do início do século XX. A EFOM já possuiu 720 quilômetros em bitola de 762mm. Hoje somente o trecho de 12 quilômetros que liga São João del-Rei a Tiradentes está em funcionamento. Este trecho é administrado pela Ferrovia Centro Atlântica (FCA). Os trens partem nas Sextas, Sábados, Domingos e feriados são 10h e 15h de São João del-Rei e 13h e 17h de Tiradentes.

### Instituto Mario Mendonça
Localizado na residência centenária do pintor sacro Mário Mendonça, o Instituto Mario Mendonça oferece um panorama abrangente da arte brasileira contemporânea, além de reunir o acervo do artista, considerado o principal representante da pintura sacra no Brasil. São cerca de 14.000 m², com amplos salões e jardins.

### Balneário Gabriel Passos
Do outro lado da Serra de São José, a Codemge é proprietária do Balneário Gabriel Passos ou Balneário de Águas Santas. O conjunto está localizado integralmente na encosta da Serra de São José, tendo suas águas vertendo para a bacia hidrográfica do Rio Carandaí. O complexo hidromineral engloba uma área de 11,0788 ha, contando com uma reserva de mata nativa, quiosques, quadra esportiva, lanchonete, restaurante, chafarizes e piscinas de água termal corrente. A estância faz parte da Área de Proteção Ambiental da Serra de São José, área criada para para preservar o patrimônio histórico, paisagístico e cultural da região, proteger e preservar os mananciais, a cobertura vegetal característica de cerrados, bem como remanescentes de mata atlântica, e a fauna silvestre.

## Cultura
Na cidade acontece anualmente, desde 1998, a Mostra de Cinema de Tiradentes, com exibição de curtas e longas-metragens.
Desde 2004, também é realizado, anualmente, na cidade o Festival de Fotografia de Tiradentes - Foto em Pauta, que promove a fotografia no Brasil. O evento conta com atividades ministradas por grandes nomes da fotografia do Brasil e do mundo. Produz exposições, workshops, palestras, debates, leituras de portfólio, projeções de fotografias e atividades educativas voltadas para a comunidade local.

### Dialeto local
Segundo o Esboço de um Atlas Linguístico de Minas Gerais (EALMG), realizado pela UFJF em 1977, o dialeto local é o mineiro.